# Helionides lineatifrons
Helionides lineatifrons är en insektsart som först beskrevs av Naudé 1926.  Helionides lineatifrons ingår i släktet Helionides och familjen dvärgstritar. Inga underarter finns listade i Catalogue of Life.